# タイム・ファイブ
タイムファイブ（英: TIME FIVE）は日本のボーカルグループ。

## 概要
同志社大学軽音楽部出身の男性5人（田井康夫、野口鎮雄、勅使河原貞昭、吉村晴哉、杉江浩平）で1968年に結成されたグループ。学生時代のバンドネームは「モダン・フラ・ハワイアンズ」。当時、ハワイでヒットしていたコーラスグループ「INVITATIONS」の曲「ナニワイメア」を歌って大学対抗バンド合戦で優勝。結成50年を超えてメンバーは一度も変わったことがない。
大学対抗バンド合戦に優勝後上京、プロとして活動を開始以来、楽器を演奏しながらコーラスするというスタイルと、テンションを駆使した高度なハーモニーをグループのカラーとして、コンサート・ライブ、テレビ、ラジオに出演。1000本以上に及ぶコマーシャル音楽の制作に携わる。

## 略歴
- 1986年　実力を認められモンタレー・ジャズ・フェスティバルに日本人ヴォーカルとして初めて参加。
- 1988年　ジャズヴォーカル賞大賞受賞。以来ジャズシーンにおいてはトップグループの地位を保ち、また、同年の第39回NHK紅白歌合戦に出演した。
- 1989年　「ア・カペラII」リリース。
- 1992年　NHKテレビ「音楽は恋人」に1年間レギュラー出演。
- 1993年　結成25周年記念タイムファイブ・ミュージカル「ラジオの時代」を公演。アルバム「ラジオの時代」をリリース。
- 1994年　グレン・ミラーの生誕地アイオワ州で「グレン・ミラー・フェスティバル」に出演。
- 1996年　同フェスティバルで好評を得て、2回目の出演。
- 1999年　スイングジャーナル誌人気投票、コーラス部門16年連続、通算19回目第1位を獲得。結成30周年を迎え、記念アルバム「Timeless」をリリース。
- 2000年　芸術選奨文部大臣賞大衆芸能部門受賞。
- 2004年　ハワイアンナンバーのアルバム「HAWAIIAN　PARADISE」をリリース。36年ぶりで大学対抗バンド合戦の優勝曲「ナニワイメア」を収録。

## 主な参加作品
- 東京ディズニーランド - コーラス参加。
  - テーマソング「Tokyo Disneyland Is Your Land」（伊集加代と共同）
  - ミュージカルショー「ワンマンズ・ドリーム」（伊集加代と共同）

## スタジオ・アルバム
| 枚                     | 発売日         | タイトル                          | 規格品番／備考                             |
| キングレコード         | キングレコード | キングレコード                    | キングレコード                             |
| ---------------------- | -------------- | --------------------------------- | ------------------------------------------ |
| 1st                    | 1970年         | THIS IS TIME FIVE                 | SKK-3002                                   |
| 2nd                    | 1971年         | rain                              | SKK-701                                    |
| コロムビア             |                |                                   |                                            |
| 3rd                    | 1976年         | OUR LOVE IS HERE TO STAY          | SP-7007                                    |
| ビクター               |                |                                   |                                            |
| 4th                    | 1978年         | 愛のメッセージ・ソング            | - SJX-20043 - シンガーズ・スリーと共同名義 |
| ディスコメイトレコード |                |                                   |                                            |
| 5th                    | 1978年         | 翼をください                      | DSK-5006                                   |
| 6th                    | 1979年         | Gentle Breeze                     | DSK-5008                                   |
| コロムビア             |                |                                   |                                            |
| 7th                    | 1983年         | The Time Five Time                | YF-7071                                    |
| DENON                  |                |                                   |                                            |
| 8th                    | 1984年         | ONE NIGHT IN THE CITY             | YF-7093-ND                                 |
| 9th                    | 1987年         | A Capella                         | YF-7140-ND                                 |
| 10th                   | 1988年         | クリスマス・ソングス              | 25CY-2664                                  |
| 11th                   | 1989年         | A Capella Ⅱ                       | CY-3991                                    |
| 12th                   | 1991年         | TIME FIVE Presents SONGS ON TV-CM | COCY-7519                                  |
| 13th                   | 1991年         | あのバラードをもう一度            | COCY-9156                                  |
| コロムビア             |                |                                   |                                            |
| 14th                   | 2001年         | SUPER HARMONY                     | COCB-53004                                 |
| J-room                 |                |                                   |                                            |
| 15th                   | 2004年         | ハワイアン・パラダイス            | COCB-53234                                 |
| ウルトラ・ヴァイヴ     |                |                                   |                                            |
| 16th                   | 2013年         | This Ts TIME FIVE 2013            | TFCD-5001                                  |

## NHK紅白歌合戦出場歴
| 年度/放送回               | 回 | 曲目       | 出演順 | 対戦相手 |
| ------------------------- | -- | ---------- | ------ | -------- |
| 1988年（昭和63年）/第39回 | 初 | 星に願いを | 11/21  | 島田歌穂 |

注意点
- 出演順は「出演順/出場者数」で表す。